# Франкская война (441—446)
Франкская война (441—446) — военный конфликт между франками и Западной Римской империей.

Экспансия франков на римскую территорию

## Ход войны
Воспользовавшись отвлечением римских войск из Галлии на войну с вандалами, в 441 году салические франки захватили римскую территорию вплоть до Камбре. Рипуарские  франки также воспользовались ситуацией и, разгромив бургундских федератов у лимеса, вторглись в провинцию Германия Первая. Они захватили Кёльн и в четвертый раз разграбили Трир.
Римское правительство требовало, чтобы жители Арморики, полуавтономной области, внесли больший вклад в оборону северо-западной Галлии. Однако те отказались предоставить войска, и вспыхнуло восстание под предводительством Тибатто. В ответ Аэций, римский наместник в Галлии, приказал мобильным войскам федератов-аланов, расположенным в Валансе, атаковать армориканцев (упоминаемых в источниках как багауды). В ответ армориканцы под предводительством Тибатто летом 442 года напали на Тур, который умело защищал будущий император Майориан, что привело к полномасштабной гражданской войне. 
Когда оставшаяся галльская армия с аланскими вспомогательными войсками двинулась против армориканцев, салические франки расширили свою территорию до Соммы. Из Токсандрии вождь франков Хлодион двинулся на юг и захватил римские гарнизонные города Турне и Камбре.
Заключение мира с вандалами позволило Аэцию в конце 442 года развернуть свою армию против рипуарских франков. Он сам возглавил эту армию и двинулся на север из Италии. Однако операции Аэция в Галлии были преждевременно прекращены, когда гунны под предводительством двух новых вождей, Бледы и Аттилы, двинулись в 443 году на запад после победы над восточными римлянами. Для Аэция это было большей опасностью, чем наступление франков. Он прервал свою кампанию и сформировал новую линию обороны, переместив бургундских федератов на юг и поселив их в Сапаудии (Савойя).
О событиях между 443 и 444 годами ничего не известно, но можно предположить, что оборонительные меры Аэция сработали, в результате чего франки не продвинулись дальше, а багауды в Арморике были уничтожены аланами.
В 445 году Аэций вернулся с Дуная после успешного похода против гуннов и возобновил войну, лично возглавив походы против франков. Сначала он разгромил рипуарских франков и освободил Трир и Кёльн. Затем Аэций двинулся на север, чтобы атаковать салических франков. Ему удалось заставить Хлодиона сдаться, устроив засаду на его армию в поселении Викус Хелена. Победа Аэция была настолько полной, что франки вновь признали римское господство, и на них была возложена охрана границ.